# Tying
Il Tying consiste in un acquisto collegato di due prodotti: un prodotto principale (es: una stampante) e un prodotto secondario il cui acquisto è determinato dall'uso del prodotto principale  (es: la cartuccia). 
L'impresa riducendo il prezzo del prodotto primario aumenterà le quantità vendute dello stesso determinando così un aumento delle vendite del prodotto secondario che verrà venduto ad un prezzo maggiore del costo marginale. Quanto detto si concretizza in una riduzione del profitto nel mercato del prodotto primario e in un aumento del profitto nel mercato del prodotto secondario, ma poiché l'aumento del profitto nel mercato del prodotto secondario è maggiore della riduzione del profitto nel mercato del prodotto primario complessivamente il profitto totale dell'impresa aumenta.
Il tying può essere usato come strumento per misurare la disponibilità a pagare dei consumatori e pertanto come strumento di discriminazione di prezzo. 